# عارف غلامي
عارف غلامي، من مواليد 19 أبريل 1997م، وهو لاعب إيراني محترف لكرة القدم، يلعب بمركزي لاعب وسط والدفاع، يلعب لنادي سباهان منذ عام 2015م لدوري الإيراني للمحترفين، شارك مع زملائه في بطولة كأس العالم لكرة القدم تحت 20 سنة 2017.